# Torvosaurus
Torvosaurus é um gênero de dinossauro terópode megalossauríneo de grande porte que viveu há aproximadamente 165 a 148 milhões de anos, durante as eras Calloviana a Tithoniana, no final do período Jurássico Médio e Superior, no que hoje é o Estados Unidos, Portugal, Alemanha e possivelmente Inglaterra, Espanha, Tanzânia e Uruguai. Contém duas espécies atualmente reconhecidas, Torvosaurus tanneri e Torvosaurus gurneyi, além de uma terceira espécie não nomeada da Alemanha.
Em 1979, a espécie-tipo Torvosaurus tanneri foi nomeada. Medindo cerca de nove metros de comprimento e pesando aproximadamente duas a 2,6 toneladas, T. tanneri estava entre os maiores carnívoros terrestres da América do Norte durante o Jurássico Superior. Espécimes de Torvosaurus gurneyi foram medidos com até 10 metros de comprimento e quatro a cinco toneladas de massa corporal, sugerindo que era muito maior que o T. tanneri e o maior carnívoro terrestre da Europa durante o Jurássico Superior. Com base na morfologia óssea, acredita-se que o Torvosaurus tivesse braços curtos muito poderosos.

## Descoberta

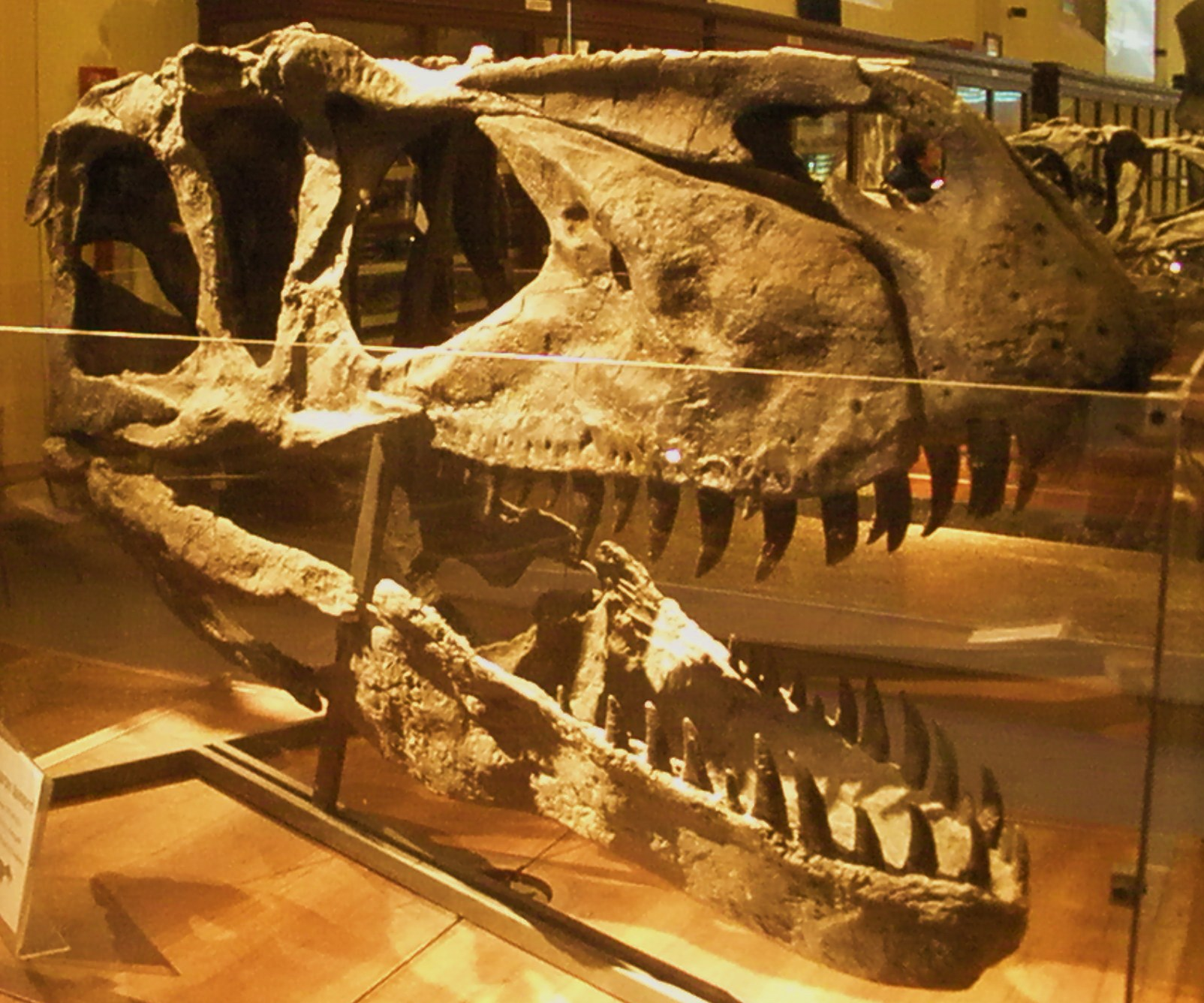
Reconstruído T. crânio de tanneri, Museu Capellini de Bolonha, Itália

Restos fossilizados de Torvosaurus foram encontrados na América do Norte, Portugal, Alemanha e possivelmente na Inglaterra, Espanha, Tanzânia e Uruguai. Os primeiros restos foram descobertos em 1899 por Elmer Riggs nas "Colinas Congeladas", no sudeste do Wyoming, Estados Unidos, 18 quilômetros a noroeste de Medicine Bow. O material consistia em parte do pé esquerdo e da mão direita, e foram levados para o Museu Field de História Natural em Chicago, onde foram armazenados até serem redescobertos por volta de 2010. O espécime foi atribuído a Torvosaurus tanneri após ser descrito em 2014.
Mais restos de um grande terópode que agora se acredita ter sido Torvosaurus foram descobertos na Formação Tendaguru da Tanzânia e foi chamado de "Megalosaurus" ingens por Werner Janensch em 1920, com base no espécime MB R 1050, um dente de 12 centímetros de comprimento da África Oriental Alemã (hoje Tanzânia). Ele foi eventualmente reclassificado como um provável membro de Carcharodontosauridae antes de ser reclassificado como um provável membro do gênero Torvosaurus em 2020. Embora fosse referido apenas como Torvosaurus sp., um comentarista observou que ele poderia potencialmente ser chamado de Torvosaurus ingens. Soto et al. descreveram dentes de um membro do gênero Torvosaurus da Formação Tacuarembó do Uruguai. Os autores notaram que alguns dos espécimes de “Megalosaurus” ingens figurados por Werner Janensch compartilham as características do material uruguaio e afirmaram que os materiais da Tanzânia e do Uruguai podem representar o mesmo táxon, devido à proximidade geográfica, mas concluíram que, com base apenas nos dentes, eles não compartilham nenhuma característica derivada para distingui-los das espécies descritas do gênero, T. tanneri e T. gurneyi. No entanto, Rauhut et al. consideram os dentes não diagnósticos, sendo coerentes em tamanho e forma com uma variedade de outros terópodes (incluindo carcarodontossaurídeos), considerando assim sua atribuição ao gênero problemática.
Em 1971, Vivian Jones, de Delta, Colorado, na pedreira Calico Gulch, no Condado de Moffat, descobriu uma única garra gigante de polegar de um terópode. Esta foi mostrada a James Alvin Jensen, um colecionador que trabalhava para a Universidade Brigham Young. Em um esforço para descobrir fósseis comparáveis, o marido de Vivian, Daniel Eddie Jones, direcionou Jensen à pedreira Dry Mesa, onde abundantes ossos gigantes de terópodes, juntamente com restos de Supersaurus, foram encontrados em rochas da Formação Morrison. A partir de 1972, o sítio foi escavado por Jensen e Kenneth Stadtman. A espécie-tipo Torvosaurus tanneri foi nomeada e descrita em 1979 por Peter Malcolm Galton e Jensen. O nome do gênero Torvosaurus deriva da palavra latina torvus, que significa "selvagem", e da palavra grega sauros (σαυρος), que significa "lagarto".
Em 1985, Jensen pôde relatar uma quantidade considerável de material adicional, entre eles os primeiros elementos do crânio. Os fósseis do Colorado foram descritos posteriormente por Brooks Britt em 1991. O holótipo, BYU 2002, consistia originalmente em ossos do braço superior e inferior. Os parátipos incluíam alguns ossos das costas, ossos do quadril e ossos da mão. Quando o material descrito em 1985 é adicionado, os principais elementos ausentes são a cintura escapular e o fêmur. A garra do polegar original, espécime BYUVP 2020, foi apenas provisoriamente referida, pois havia sido encontrada em um local a 195 quilômetros (121 milhas) de distância da Pedreira Dry Mesa. O holótipo e os parátipos representavam pelo menos três indivíduos, sendo dois adultos e um jovem. Em 1991, Britt concluiu que não havia provas de que os membros anteriores do holótipo estivessem associados e escolheu o úmero esquerdo como lectótipo. Vários ossos e dentes isolados encontrados em outros sítios americanos foram referidos ao Torvosaurus.

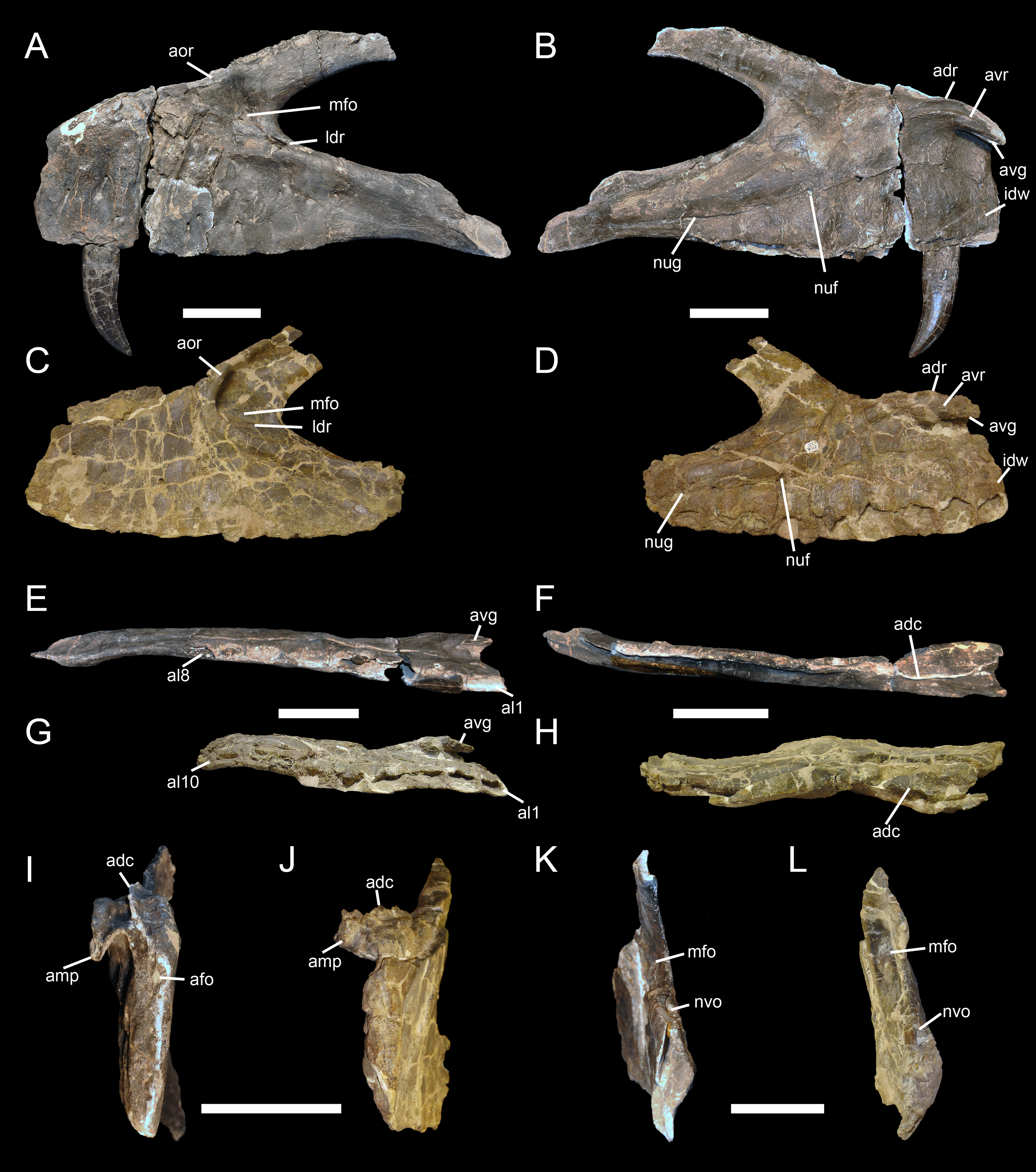
Maxilas de T. gurneyi e T. tanneri comparadas

Em 1992, fósseis de um grande terópode encontrados em Como Bluff, Wyoming, continham crânio, cintura escapular, elementos pélvicos e costelas. Eles foram nomeados por Robert T. Bakker et al. como a espécie Edmarka rex. Bakker et al. ficaram impressionados com o tamanho de Edmarka, observando que ele "rivalizaria com o T. rex em comprimento total" e vendo esse tamanho aproximado como "um teto natural para dinossauros carnívoros". Este era frequentemente considerado um sinônimo júnior de Torvosaurus, mas uma análise detalhada ainda não foi realizada. O mesmo sítio rendeu restos mortais comparáveis para os quais o nomen nudum Brontoraptor foi usado. A maioria dos pesquisadores agora considera ambos os espécimes como pertencentes a Torvosaurus tanneri. No entanto, Edmarka rex e Brontoraptor requerem reclassificação para determinar se realmente pertencem ou não a T. tanneri, já que todos os espécimes descritos antes de sua descoberta indicam que atingiram seu tamanho adulto e ambos os espécimes incompletos carecem de descrições osteológicas detalhadas.
Em 2000, material de Portugal foi referido a um Torvosaurus sp. por Octávio Mateus e Miguel Telles Antunes. Em 2006, fósseis da Formação Lourinhã portuguesa foram referidos a Torvosaurus tanneri. Em 2012, no entanto, Matthew Carrano et al. concluíram que este material não poderia ser determinado com mais precisão do que um Torvosaurus sp. Em 2013 e 2014, ovos com e sem embriões foram relatados em Portugal e referidos a Torvosaurus.  A espécie de Portugal foi nomeada T. gurneyi em homenagem a James Gurney em 2014, o criador da série de livros Dinotopia. É o maior terópode conhecido da Europa, embora uma vértebra caudal anterior isolada da Formação Vega na Espanha, que pode pertencer ao Torvosaurus ou a um táxon intimamente relacionado, seja cerca de 15% maior do que a encontrada em T. gurneyi. Foi a distinção morfológica do holótipo maxila ML1100 que levou à nomeação da espécie portuguesa.  Em 2017, um conjunto de material craniano português atribuído ao Torvosaurus foi descrito, incluindo um espécime interpretado como pertencente ao mesmo indivíduo que o holótipo de Torvosaurus gurneyi.
Em 2012, um espécime ainda não descrito, 55% completo, foi descoberto no Colorado, na Pedreira Skull Creek, uma exposição da Formação Morrison. O espécime, apelidado de "Elvis", incluía os ossos pélvicos, da coluna vertebral e dos membros posteriores, uma espinha dorsal completa associada, bem como elementos cranianos. É o espécime mais completo de Torvosaurus encontrado até o momento. Um esqueleto montado do espécime, com partes faltantes reconstruídas com moldes de outros espécimes de Torvosaurus, está atualmente em exibição no Museu de História Natural e Ciência de Cincinnati.
Em 2020, Soto et al. descreveram FC-DPV 2971, um dente do Uruguai, como pertencente a uma nova espécie não nomeada de Torvosaurus. Eles também atribuíram Megalosaurus/Ceratosaurus ingens (espécime MB R 1050) da Tanzânia a Torvosaurus. Também em 2020, uma maxila fragmentária referente a Torvosaurus foi descrita da Formação Ornatenton do Calloviano médio da Alemanha. Este é o registro mais antigo do gênero e sugere que os megalossauríneos se originaram na Europa, ou pelo menos que a Europa foi uma plataforma giratória biogeográfica para eles do Jurássico Médio ao início do Jurássico Superior. Outras possíveis instâncias de Torvosaurus na Europa incluem restos fragmentários da argila Kimmeridge da Inglaterra que possivelmente pertencem ao gênero. Estes consistem em uma tíbia (OUMNH J.29886) e um fragmento de maxila que foram coletados separadamente um do outro.

## Descrição

Reconstrução de tamanho entre um Torvosaurus gumeyi e um Torvosaurus tanneri

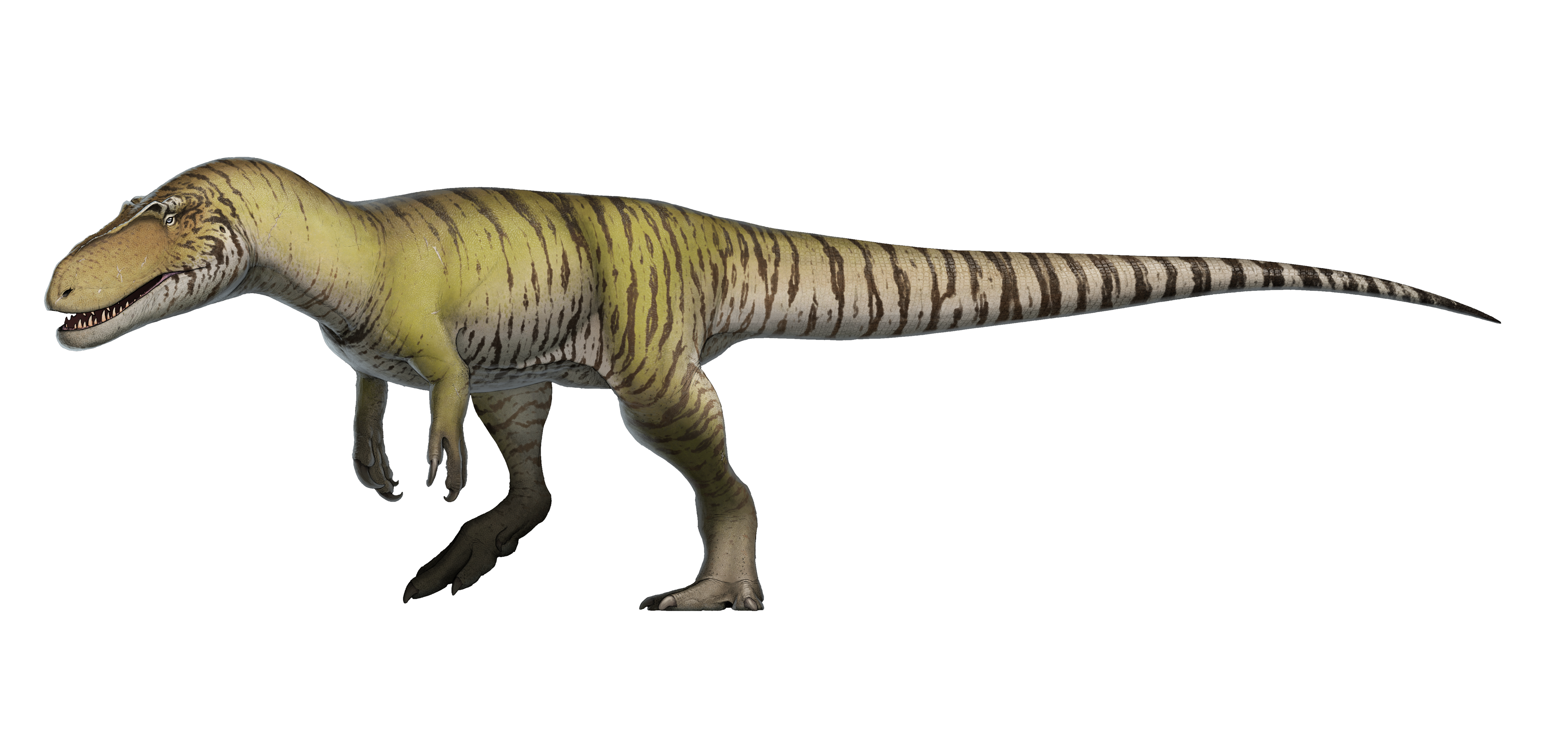
Restauração de um T. tanneri

Torvosaurus era um dinossauro predador muito grande e robusto. T. tanneri foi inicialmente descrito como tendo 10 metros de comprimento, mas uma descrição osteológica detalhada revisou sua estimativa de comprimento para nove metros. T. gurneyi foi inicialmente estimado em cerca de onze metros de comprimento,  mas sua estimativa de comprimento corporal foi revisada para dez metros em sua descrição específica. Alegações foram feitas indicando tamanhos ainda maiores para a espécie americana T. tanneri, com estimativas de até doze metros de comprimento e mais de quatro toneladas com base em restos incompletos de Edmarka rex e "Brontoraptor". No entanto, Edmarka rex e "Brontoraptor" carecem de análises detalhadas para verificar se realmente pertencem ou não a T. tanneri.. Estima-se que T. tanneri pesava aproximadamente 2–2,4 toneladas, enquanto T. gurneyi pesava 4–5 toneladas.

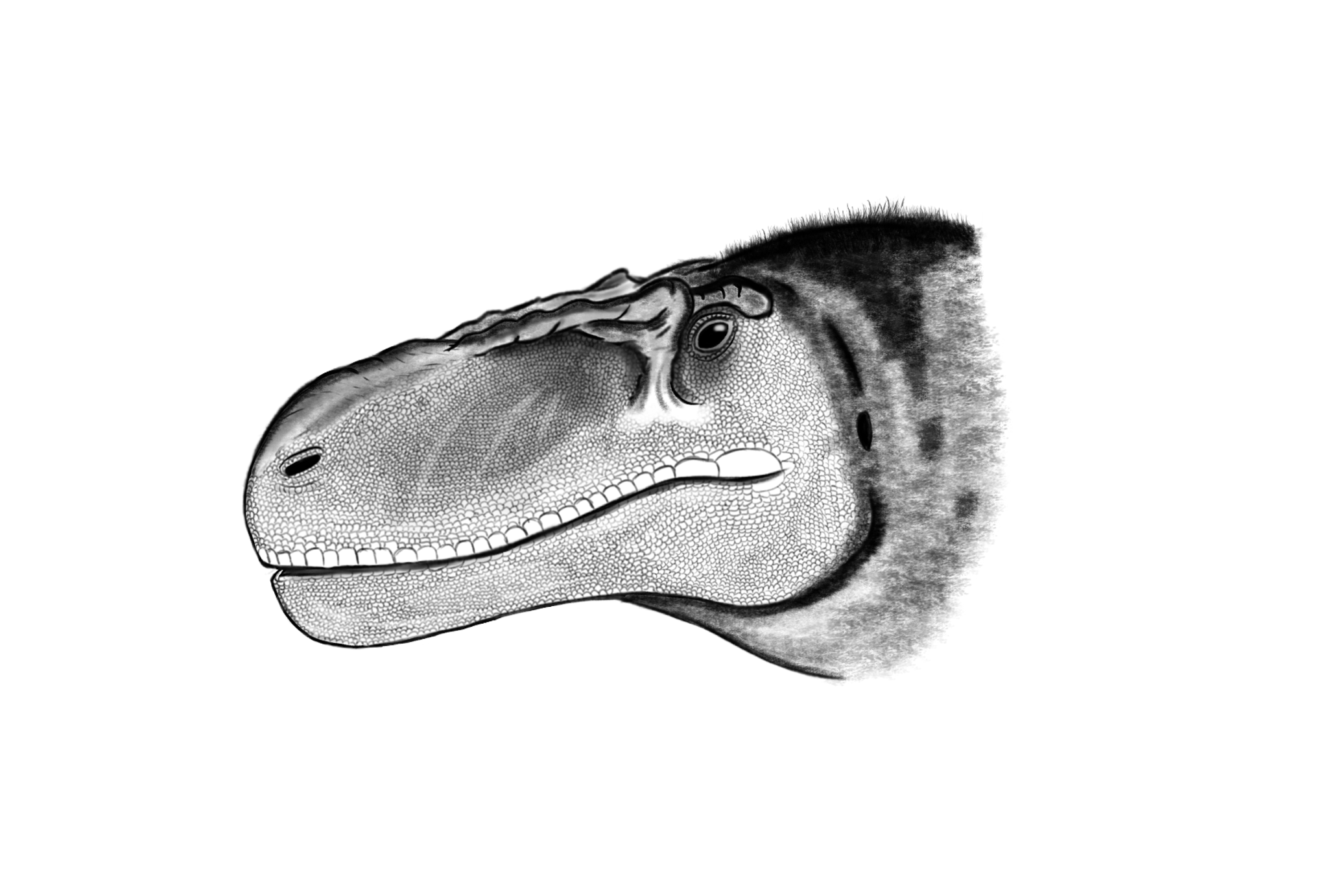
Reconstrução da cabeça de um Torvosaurus.

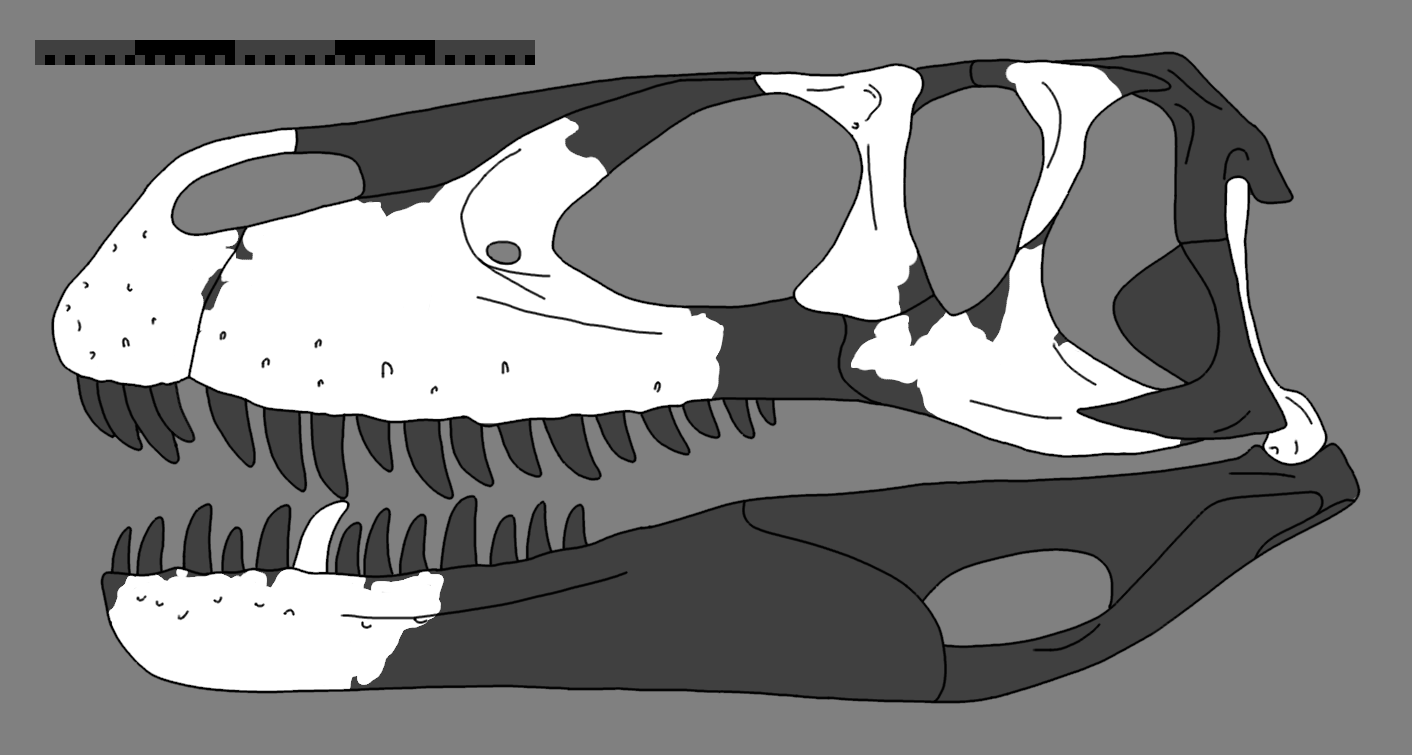
Reconstrução do crânio de T. tanneri, com restos conhecidos em branco

Entre as características diferenciadoras originalmente reconhecidas entre T. gurneyi e T. tanneri estão o número de dentes, juntamente com o tamanho e a forma da boca. Enquanto a mandíbula superior de T. tanneri tem mais de onze dentes, a de T. gurneyi tem menos. No entanto, o exame posterior de uma nova maxila direita, provavelmente pertencente ao mesmo indivíduo que o holótipo de T. gurneyi, determinou que, embora as duas espécies possam ser distinguidas com base na morfologia da parede medial maxilar e das placas interdentais, o suposto menor número de dentes maxilares na forma portuguesa pode ser um artefato de preservação, uma vez que não é possível saber o número exato de dentes na maxila completa no momento. O material da Alemanha é ainda distinguido das outras duas espécies por uma diferença temporal de c. 10 Ma e algumas diferenças morfológicas que indicam que era a terceira espécie fora de uma relação de táxon irmão entre T. tanneri e T. gurneyi. O material é apenas 10% menor que a maxila de T. tanneri, embora o estágio ontogenético do espécime seja desconhecido. Isso indica que os megalossauríneos derivados já estavam entre os maiores predadores terrestres do Jurássico Médio tardio, com apenas um aumento moderado no tamanho do gênero no Jurássico Superior.

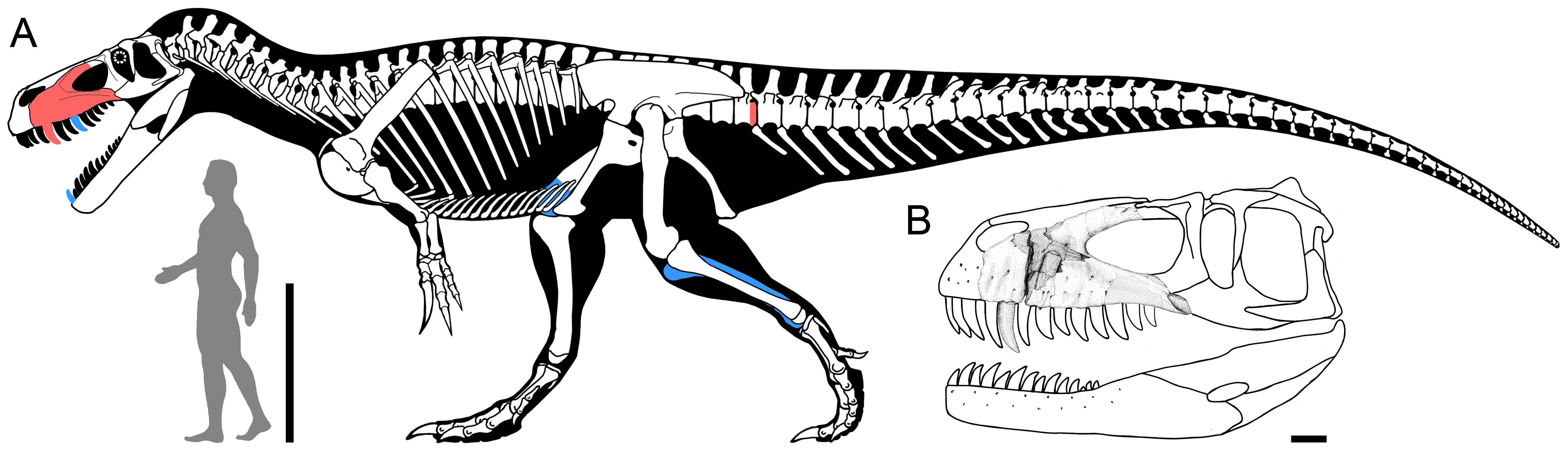
Reconstrução esquelética de um Torvosaurus gurneyi

O Torvosaurus tinha um focinho alongado e estreito, com uma curva em seu perfil logo acima das narinas grandes. O osso frontal do focinho, a pré-maxila, apresentava três dentes bastante planos, orientados um pouco para fora, com a borda frontal da coroa dos dentes sobrepondo-se à parte externa da borda posterior da coroa anterior. A maxila era alta e apresentava pelo menos onze dentes bastante longos. A fenestra antorbital era relativamente curta. O osso lacrimal tinha um corno lacrimal distinto no topo. Sua extremidade inferior era larga quando vista de lado. A órbita ocular era alta, com uma extremidade inferior pontiaguda. O jugal era longo e transversalmente fino. A parte frontal inferior do osso quadrado era escavada por uma depressão em forma de lágrima, a superfície de contato com o quadradojugal. Tanto as vértebras do pescoço quanto as vértebras dorsais anteriores tinham articulações esféricas relativamente flexíveis. As bolas na parte frontal do centro vertebral tinham uma borda larga, uma condição que Britt comparou a um chapéu Derby. A base da cauda era enrijecida no plano vertical por espinhas neurais altas e largas, vistos de lado. Todo o braço era muito forte, mas um tanto curto. Não se sabe se a garra do polegar era especialmente alargada. Na pelve, o ílio assemelhava-se ao do Megalosaurus e possuía uma lâmina anterior alta e curta, e uma lâmina posterior mais longa e pontiaguda. A pelve como um todo era maciçamente construída, com as saias ósseas entre os ossos púbicos e os ísquios em contato, formando uma parte inferior abobadada e fechada.

## Classificação
Quando descrito pela primeira vez em 1979 por Galton e Jensen, Torvosaurus foi classificado como um megalossaurídeo, que é o consenso atual.  Mais tarde, foi atribuído a Carnosauria por Ralph Molnar et al. em 1990, depois a uma posição basal em Spinosauroidea por Oliver Walter Mischa Rauhut em 2003, e a uma posição muito basal em Tetanurae por Thomas Holtz em 1994. Todas essas atribuições não são apoiadas pela análise filogenética atual. Em 1985, Jensen atribuiu Torvosaurus a uma família própria, Torvosauridae. Apesar do apoio a esse conceito por Paul Sereno e Mateus, ele parece redundante porque Torvosaurus está intimamente relacionado e talvez seja a espécie irmã do Megalosaurus anterior dentro dos Megalosaurinae. No entanto, Torvosauridae pode ser usado como um nome alternativo para Megalosauridae se Megalosaurus for considerado um nomen dubium indeterminável. Embora seja um parente próximo de Megalosaurus, Torvosaurus é aparentemente mais avançado, ou apomórfico. O clado maior de Torvosaurus, Megalosauridae, é mais comumente considerado um ramo basal de Tetanurae, considerado menos derivado que carnossauros ou celurossauros e provavelmente relacionado aos espinossaurídeos.
A seguir, um cladograma baseado na análise filogenética conduzida por Carrano, Benson e Sampson (2012) mostrando as relações de Torvosaurus:
|  | Eustreptospondylus |
|  |                    |

|  | Duriavenator                                                 |
|  |                                                              |
|  | \| \| Megalosaurus \| \| \| \| \| \| Torvosaurus \| \| \| \| |
|  |                                                              |
|  | Megalosaurus                                                 |
|  |                                                              |
|  | Torvosaurus                                                  |
|  |                                                              |

|  | Megalosaurus |
|  |              |
|  | Torvosaurus  |
|  |              |

|  | Dubreuillosaurus |
|  |                  |
|  | Magnosaurus      |
|  |                  |

|  | Leshansaurus   |
|  |                |
|  | Piveteausaurus |
|  |                |

|  | Dubreuillosaurus |
|  |                  |
|  | Magnosaurus      |
|  |                  |

|  | Leshansaurus   |
|  |                |
|  | Piveteausaurus |
|  |                |

|  | Duriavenator                                                 |
|  |                                                              |
|  | \| \| Megalosaurus \| \| \| \| \| \| Torvosaurus \| \| \| \| |
|  |                                                              |
|  | Megalosaurus                                                 |
|  |                                                              |
|  | Torvosaurus                                                  |
|  |                                                              |

|  | Megalosaurus |
|  |              |
|  | Torvosaurus  |
|  |              |

|  | Dubreuillosaurus |
|  |                  |
|  | Magnosaurus      |
|  |                  |

|  | Leshansaurus   |
|  |                |
|  | Piveteausaurus |
|  |                |

|  | Dubreuillosaurus |
|  |                  |
|  | Magnosaurus      |
|  |                  |

|  | Leshansaurus   |
|  |                |
|  | Piveteausaurus |
|  |                |

|  | Eustreptospondylus |
|  |                    |

|  | Duriavenator                                                 |
|  |                                                              |
|  | \| \| Megalosaurus \| \| \| \| \| \| Torvosaurus \| \| \| \| |
|  |                                                              |
|  | Megalosaurus                                                 |
|  |                                                              |
|  | Torvosaurus                                                  |
|  |                                                              |

|  | Megalosaurus |
|  |              |
|  | Torvosaurus  |
|  |              |

|  | Dubreuillosaurus |
|  |                  |
|  | Magnosaurus      |
|  |                  |

|  | Leshansaurus   |
|  |                |
|  | Piveteausaurus |
|  |                |

|  | Dubreuillosaurus |
|  |                  |
|  | Magnosaurus      |
|  |                  |

|  | Leshansaurus   |
|  |                |
|  | Piveteausaurus |
|  |                |

|  | Duriavenator                                                 |
|  |                                                              |
|  | \| \| Megalosaurus \| \| \| \| \| \| Torvosaurus \| \| \| \| |
|  |                                                              |
|  | Megalosaurus                                                 |
|  |                                                              |
|  | Torvosaurus                                                  |
|  |                                                              |

|  | Megalosaurus |
|  |              |
|  | Torvosaurus  |
|  |              |

|  | Dubreuillosaurus |
|  |                  |
|  | Magnosaurus      |
|  |                  |

|  | Leshansaurus   |
|  |                |
|  | Piveteausaurus |
|  |                |

|  | Dubreuillosaurus |
|  |                  |
|  | Magnosaurus      |
|  |                  |

|  | Leshansaurus   |
|  |                |
|  | Piveteausaurus |
|  |                |

|  | Eustreptospondylus |
|  |                    |

|  | Duriavenator                                                 |
|  |                                                              |
|  | \| \| Megalosaurus \| \| \| \| \| \| Torvosaurus \| \| \| \| |
|  |                                                              |
|  | Megalosaurus                                                 |
|  |                                                              |
|  | Torvosaurus                                                  |
|  |                                                              |

|  | Megalosaurus |
|  |              |
|  | Torvosaurus  |
|  |              |

|  | Dubreuillosaurus |
|  |                  |
|  | Magnosaurus      |
|  |                  |

|  | Leshansaurus   |
|  |                |
|  | Piveteausaurus |
|  |                |

|  | Dubreuillosaurus |
|  |                  |
|  | Magnosaurus      |
|  |                  |

|  | Leshansaurus   |
|  |                |
|  | Piveteausaurus |
|  |                |

|  | Duriavenator                                                 |
|  |                                                              |
|  | \| \| Megalosaurus \| \| \| \| \| \| Torvosaurus \| \| \| \| |
|  |                                                              |
|  | Megalosaurus                                                 |
|  |                                                              |
|  | Torvosaurus                                                  |
|  |                                                              |

|  | Megalosaurus |
|  |              |
|  | Torvosaurus  |
|  |              |

|  | Dubreuillosaurus |
|  |                  |
|  | Magnosaurus      |
|  |                  |

|  | Leshansaurus   |
|  |                |
|  | Piveteausaurus |
|  |                |

|  | Dubreuillosaurus |
|  |                  |
|  | Magnosaurus      |
|  |                  |

|  | Leshansaurus   |
|  |                |
|  | Piveteausaurus |
|  |                |

|  | Eustreptospondylus |
|  |                    |

|  | Duriavenator                                                 |
|  |                                                              |
|  | \| \| Megalosaurus \| \| \| \| \| \| Torvosaurus \| \| \| \| |
|  |                                                              |
|  | Megalosaurus                                                 |
|  |                                                              |
|  | Torvosaurus                                                  |
|  |                                                              |

|  | Megalosaurus |
|  |              |
|  | Torvosaurus  |
|  |              |

|  | Dubreuillosaurus |
|  |                  |
|  | Magnosaurus      |
|  |                  |

|  | Leshansaurus   |
|  |                |
|  | Piveteausaurus |
|  |                |

|  | Dubreuillosaurus |
|  |                  |
|  | Magnosaurus      |
|  |                  |

|  | Leshansaurus   |
|  |                |
|  | Piveteausaurus |
|  |                |

|  | Duriavenator                                                 |
|  |                                                              |
|  | \| \| Megalosaurus \| \| \| \| \| \| Torvosaurus \| \| \| \| |
|  |                                                              |
|  | Megalosaurus                                                 |
|  |                                                              |
|  | Torvosaurus                                                  |
|  |                                                              |

|  | Megalosaurus |
|  |              |
|  | Torvosaurus  |
|  |              |

|  | Dubreuillosaurus |
|  |                  |
|  | Magnosaurus      |
|  |                  |

|  | Leshansaurus   |
|  |                |
|  | Piveteausaurus |
|  |                |

|  | Dubreuillosaurus |
|  |                  |
|  | Magnosaurus      |
|  |                  |

|  | Leshansaurus   |
|  |                |
|  | Piveteausaurus |
|  |                |

|  | Eustreptospondylus |
|  |                    |

|  | Duriavenator                                                 |
|  |                                                              |
|  | \| \| Megalosaurus \| \| \| \| \| \| Torvosaurus \| \| \| \| |
|  |                                                              |
|  | Megalosaurus                                                 |
|  |                                                              |
|  | Torvosaurus                                                  |
|  |                                                              |

|  | Megalosaurus |
|  |              |
|  | Torvosaurus  |
|  |              |

|  | Dubreuillosaurus |
|  |                  |
|  | Magnosaurus      |
|  |                  |

|  | Leshansaurus   |
|  |                |
|  | Piveteausaurus |
|  |                |

|  | Dubreuillosaurus |
|  |                  |
|  | Magnosaurus      |
|  |                  |

|  | Leshansaurus   |
|  |                |
|  | Piveteausaurus |
|  |                |

|  | Duriavenator                                                 |
|  |                                                              |
|  | \| \| Megalosaurus \| \| \| \| \| \| Torvosaurus \| \| \| \| |
|  |                                                              |
|  | Megalosaurus                                                 |
|  |                                                              |
|  | Torvosaurus                                                  |
|  |                                                              |

|  | Megalosaurus |
|  |              |
|  | Torvosaurus  |
|  |              |

|  | Dubreuillosaurus |
|  |                  |
|  | Magnosaurus      |
|  |                  |

|  | Leshansaurus   |
|  |                |
|  | Piveteausaurus |
|  |                |

|  | Dubreuillosaurus |
|  |                  |
|  | Magnosaurus      |
|  |                  |

|  | Leshansaurus   |
|  |                |
|  | Piveteausaurus |
|  |                |

|  | Eustreptospondylus |
|  |                    |

|  | Duriavenator                                                 |
|  |                                                              |
|  | \| \| Megalosaurus \| \| \| \| \| \| Torvosaurus \| \| \| \| |
|  |                                                              |
|  | Megalosaurus                                                 |
|  |                                                              |
|  | Torvosaurus                                                  |
|  |                                                              |

|  | Megalosaurus |
|  |              |
|  | Torvosaurus  |
|  |              |

|  | Dubreuillosaurus |
|  |                  |
|  | Magnosaurus      |
|  |                  |

|  | Leshansaurus   |
|  |                |
|  | Piveteausaurus |
|  |                |

|  | Dubreuillosaurus |
|  |                  |
|  | Magnosaurus      |
|  |                  |

|  | Leshansaurus   |
|  |                |
|  | Piveteausaurus |
|  |                |

|  | Duriavenator                                                 |
|  |                                                              |
|  | \| \| Megalosaurus \| \| \| \| \| \| Torvosaurus \| \| \| \| |
|  |                                                              |
|  | Megalosaurus                                                 |
|  |                                                              |
|  | Torvosaurus                                                  |
|  |                                                              |

|  | Megalosaurus |
|  |              |
|  | Torvosaurus  |
|  |              |

|  | Dubreuillosaurus |
|  |                  |
|  | Magnosaurus      |
|  |                  |

|  | Leshansaurus   |
|  |                |
|  | Piveteausaurus |
|  |                |

|  | Dubreuillosaurus |
|  |                  |
|  | Magnosaurus      |
|  |                  |

|  | Leshansaurus   |
|  |                |
|  | Piveteausaurus |
|  |                |

|  | Eustreptospondylus |
|  |                    |

|  | Duriavenator                                                 |
|  |                                                              |
|  | \| \| Megalosaurus \| \| \| \| \| \| Torvosaurus \| \| \| \| |
|  |                                                              |
|  | Megalosaurus                                                 |
|  |                                                              |
|  | Torvosaurus                                                  |
|  |                                                              |

|  | Megalosaurus |
|  |              |
|  | Torvosaurus  |
|  |              |

|  | Dubreuillosaurus |
|  |                  |
|  | Magnosaurus      |
|  |                  |

|  | Leshansaurus   |
|  |                |
|  | Piveteausaurus |
|  |                |

|  | Dubreuillosaurus |
|  |                  |
|  | Magnosaurus      |
|  |                  |

|  | Leshansaurus   |
|  |                |
|  | Piveteausaurus |
|  |                |

|  | Duriavenator                                                 |
|  |                                                              |
|  | \| \| Megalosaurus \| \| \| \| \| \| Torvosaurus \| \| \| \| |
|  |                                                              |
|  | Megalosaurus                                                 |
|  |                                                              |
|  | Torvosaurus                                                  |
|  |                                                              |

|  | Megalosaurus |
|  |              |
|  | Torvosaurus  |
|  |              |

|  | Dubreuillosaurus |
|  |                  |
|  | Magnosaurus      |
|  |                  |

|  | Leshansaurus   |
|  |                |
|  | Piveteausaurus |
|  |                |

|  | Dubreuillosaurus |
|  |                  |
|  | Magnosaurus      |
|  |                  |

|  | Leshansaurus   |
|  |                |
|  | Piveteausaurus |
|  |                |

|  | Eustreptospondylus |
|  |                    |

|  | Duriavenator                                                 |
|  |                                                              |
|  | \| \| Megalosaurus \| \| \| \| \| \| Torvosaurus \| \| \| \| |
|  |                                                              |
|  | Megalosaurus                                                 |
|  |                                                              |
|  | Torvosaurus                                                  |
|  |                                                              |

|  | Megalosaurus |
|  |              |
|  | Torvosaurus  |
|  |              |

|  | Dubreuillosaurus |
|  |                  |
|  | Magnosaurus      |
|  |                  |

|  | Leshansaurus   |
|  |                |
|  | Piveteausaurus |
|  |                |

|  | Dubreuillosaurus |
|  |                  |
|  | Magnosaurus      |
|  |                  |

|  | Leshansaurus   |
|  |                |
|  | Piveteausaurus |
|  |                |

|  | Duriavenator                                                 |
|  |                                                              |
|  | \| \| Megalosaurus \| \| \| \| \| \| Torvosaurus \| \| \| \| |
|  |                                                              |
|  | Megalosaurus                                                 |
|  |                                                              |
|  | Torvosaurus                                                  |
|  |                                                              |

|  | Megalosaurus |
|  |              |
|  | Torvosaurus  |
|  |              |

|  | Dubreuillosaurus |
|  |                  |
|  | Magnosaurus      |
|  |                  |

|  | Leshansaurus   |
|  |                |
|  | Piveteausaurus |
|  |                |

|  | Dubreuillosaurus |
|  |                  |
|  | Magnosaurus      |
|  |                  |

|  | Leshansaurus   |
|  |                |
|  | Piveteausaurus |
|  |                |

## Paleobiologia

### Reprodução
O estudo de embriões fossilizados de Torvosaurus fornece aos pesquisadores informações sobre a transformação do embrião ao longo do tempo, as diferentes vias de desenvolvimento presentes nas linhagens de dinossauros, o comportamento reprodutivo dos dinossauros e o cuidado parental dos dinossauros. Em 2013, Araújo et al. anunciaram a descoberta do espécime ML1188, uma ninhada de ovos de dinossauro esmagados e material embrionário atribuído ao Torvosaurus.  Essa descoberta apoia ainda mais a hipótese de que grandes terópodes eram ovíparos, o que significa que eles colocavam ovos e, portanto, que o desenvolvimento embrionário ocorria fora do corpo de dinossauros fêmeas. Essa descoberta foi feita em 2005 pelo caçador de fósseis amador holandês Aart Walen na Formação Lourinhã, no oeste de Portugal, em sedimentos fluviais sobre bancos de areia que são considerados da era Tithoniana do Jurássico, aproximadamente 152 a 145 milhões de anos atrás. Essa descoberta é significativa para a paleontologia por uma série de razões tais como esses são os embriões de dinossauro mais primitivos conhecidos, sendo os únicos embriões basais de terópodes conhecidos. Ovos e embriões fossilizados raramente são encontrados juntos e estes representam a primeira evidência de uma casca de ovo de camada única para dinossauros terópodes. A descoberta permite aos pesquisadores associar uma nova morfologia da casca de ovo à osteologia de um grupo específico de dinossauros terópodes. O espécime está abrigado no Museu da Lourinhã, em Portugal. Como os ovos foram abandonados devido a circunstâncias desconhecidas, não se sabe se o Torvosaurus forneceu cuidados parentais aos seus ovos e filhotes ou os abandonou logo após a postura. No entanto, as cascas dos ovos são altamente porosas, permitindo trocas gasosas eficientes entre os meios externo e interno, indicando que os ovos foram enterrados para incubação dentro do substrato de maneira semelhante às tartarugas marinhas modernas. Isso também é corroborado pelo ambiente tafonômico não perturbado e pelo contexto geológico de baixa energia.

### Ontogenia

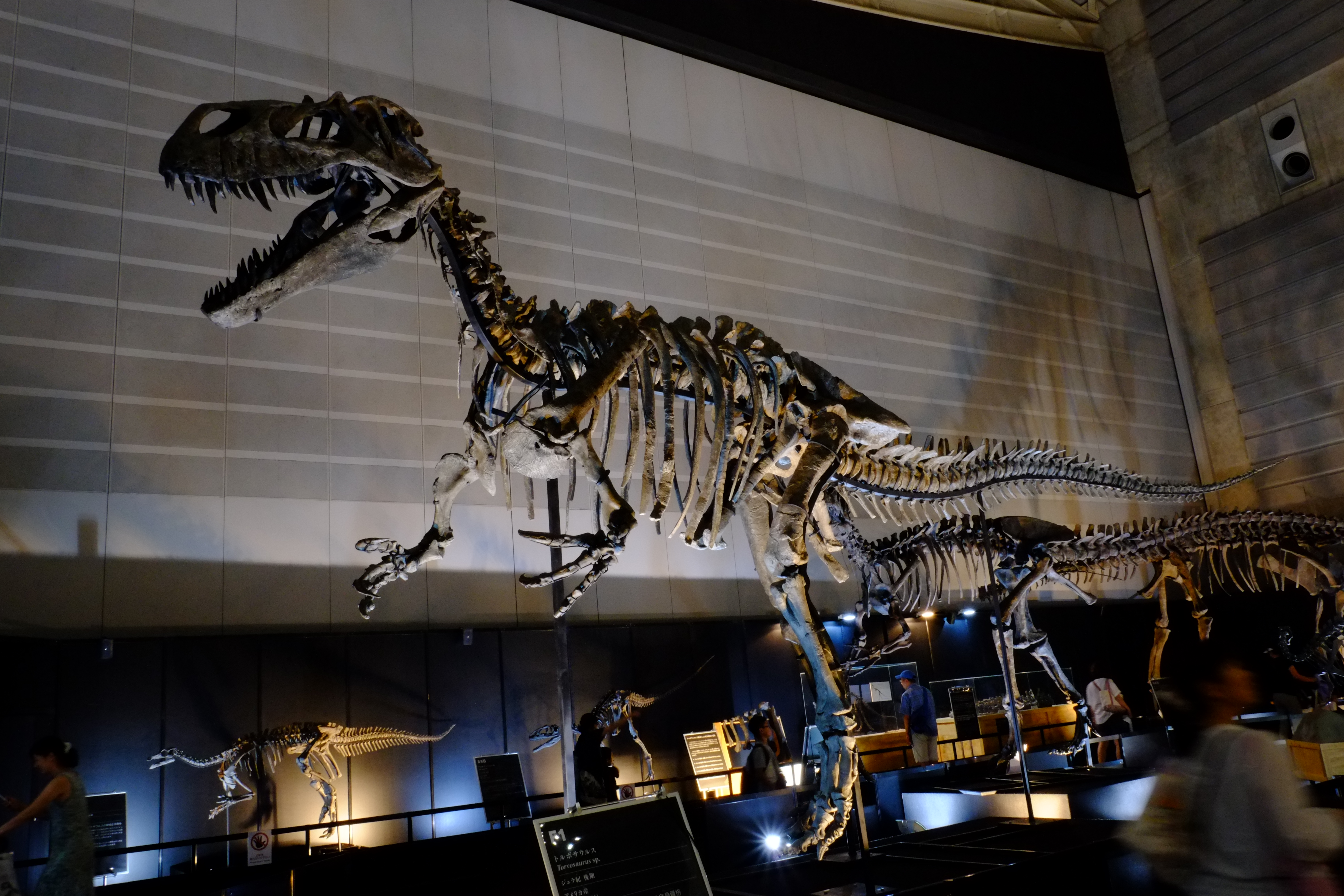
Esqueleto montado em exibição no Japão

Todos os espécimes documentados de Torvosaurus da Formação Morrison são de indivíduos de tamanho similar, provavelmente adultos, e a falta de indivíduos imaturos pode ser explicada por muitos fatores, nenhum dos quais é mutuamente exclusivo. Por um lado, sabe-se que a formação preserva vertebrados grandes melhor do que os menores. Indivíduos imaturos também podem ter ocupado um nicho ecológico diferente dos adultos em habitats onde seus restos provavelmente seriam preservados como fósseis e podem ter sido a presa preferida de predadores maiores. Uma possibilidade final é que restos imaturos de Torvosaurus possam ser identificados erroneamente devido a terem proporções diferentes em comparação com os adultos muito grandes e robustos.